# Trix-Metallbaukasten

Großbaukasten Trix Assistent mit Elektromotor

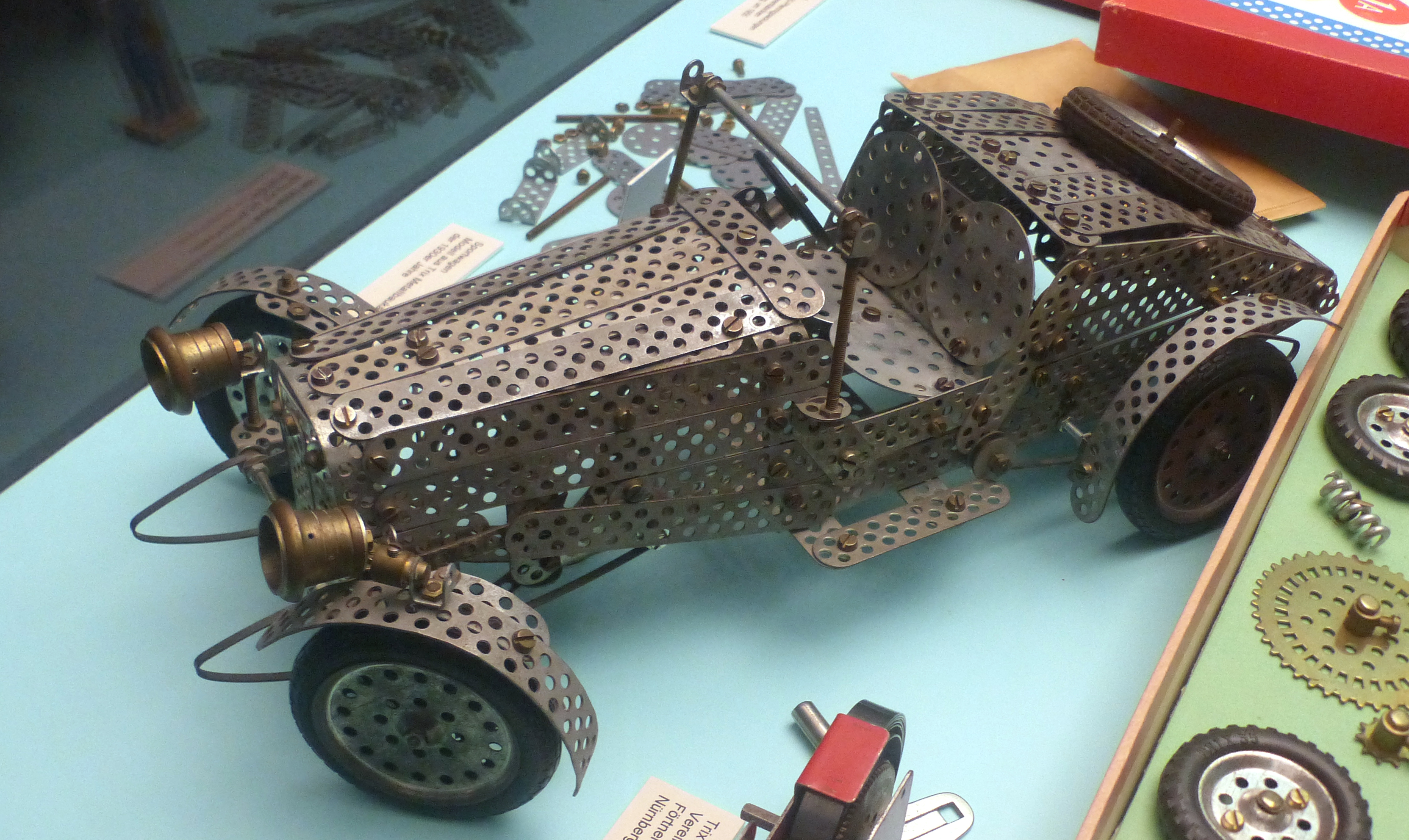
1930 Sportwagen Trix

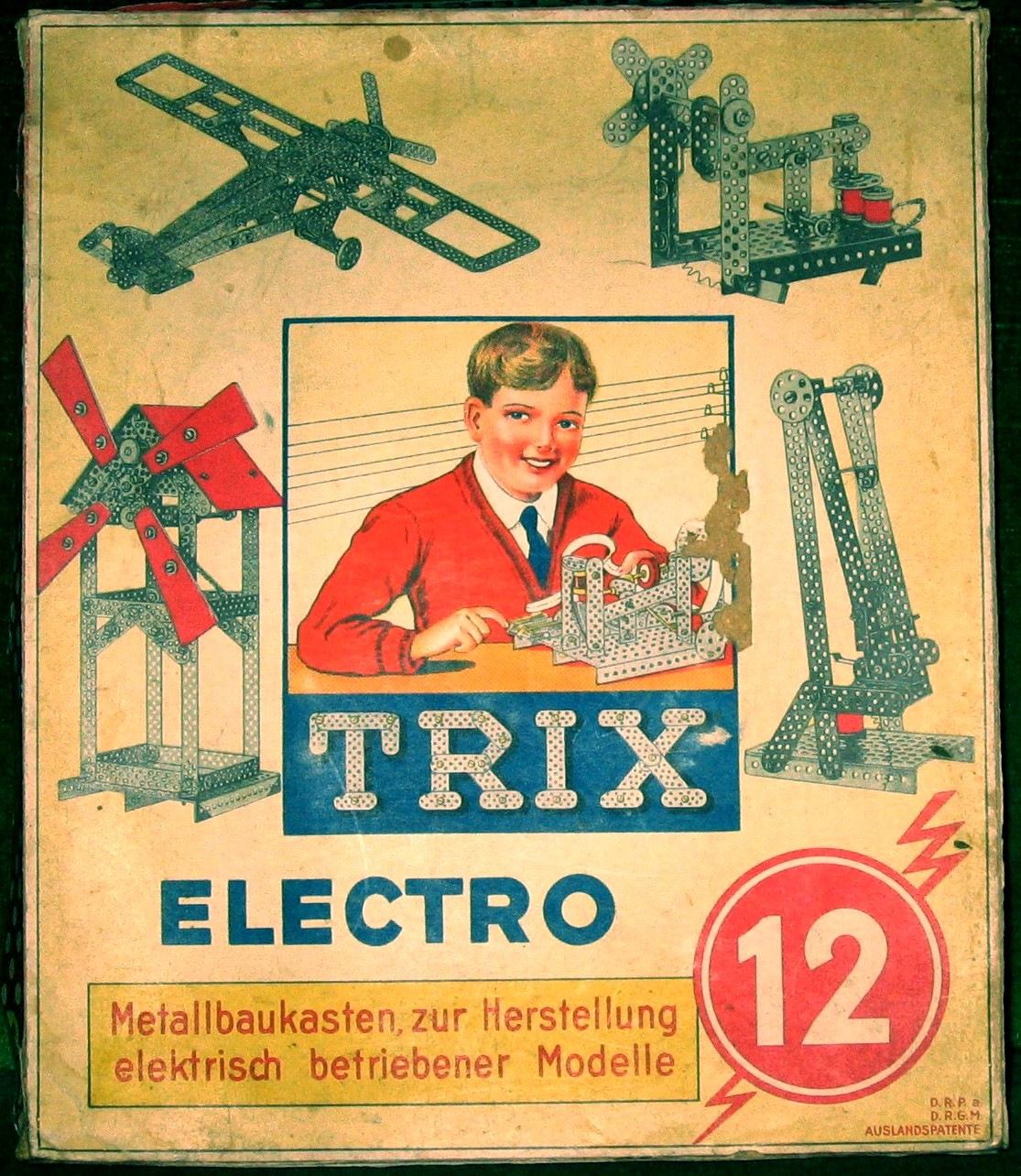
Trix Electro Baukasten No. 12 für Fortgeschrittene, Vorkriegspackung

Der Trix-Metallbaukasten begründete den Erfolg der Marke Trix der von Stephan Bing übernommenen Vereinigten Spielwaren-Fabriken Nürnberg. Über 66 Jahre waren 
Metallbaukästen neben den Modelleisenbahnen das zweite Standbein für das Unternehmen und weithin bekannt. Bereits im August 1931, also rund vier Jahre vor der Messepräsentation der Trix Express-Modelleisenbahn auf der Leipziger Frühjahrsmesse 1935, ging der Trix-Volksbaukasten serienmäßig in Deutschland in den Verkauf. Metallbaukästen, wie sie auch die Unternehmen Meccano und Märklin seinerzeit herstellten, galten damals als Lehrmittel und weniger als Spielzeug. Somit erhielt dieser Metallbaukasten zunächst den amtlich eingetragenen Namen „Volksbaukasten“. Nach einem erfolgreichen Start expandierten die Verkaufszahlen bis 1940 sowohl im In- als auch im Ausland. Auch nach dem Zweiten Weltkrieg behauptete sich der Trix-Metallbaukasten noch bis Anfang der 1970er Jahre auf dem Spielwarenmarkt. Anschließend erfolgte nach einer längeren Phase der Stagnation zum Jahreswechsel 1997/98 das endgültige Ende der Produktion.

## Die frühen Jahre (1928 bis 1941)
Stephan Bing, bis 1927 Vorstandsvorsitzender der Bing Werke AG, ergriff im Oktober 1928 die Gelegenheit, zusammen mit einigen bewährten Mitarbeitern die Vereinigten Spielwarenfabriken Andreas Förtner & J. Haffner’s Nachf., Gesellschaft mit beschränkter Haftung aufzukaufen.
Ihm zur Seite stand unter anderem der technische Direktor Siegfried Kahn, der den Trix Metallbaukasten entwickelte. Wesentliches Element dieses Baukastensystems war ein neuartiges, speziell entwickeltes Drei-Loch-System, das die Befestigung von Schrauben, versetzt in drei Reihen je Flachband, verschränkungsfrei auf einfache Weise ermöglichte. Vermutlich war die Drei-Loch-Anordnung auch der Namensgeber für das spätere Weltunternehmen Trix – jedoch ist dieser Sachverhalt umstritten. Unbestritten ist der überragende pädagogische Wert des Metallbaukastens, der im 20. Jahrhundert zahlreiche Generationen an technische und naturwissenschaftliche Berufe herangeführt hat. Der Trix Volks-Metall-Baukasten wurde im August 1931 auf der Leipziger Herbstmesse erstmals vorgestellt.
Durch die äußerst günstigen Verkaufspreise fanden die Trix-Baukästen in Deutschland schnell weite Verbreitung. So waren die kleinen Anfangspackungen vor dem Zweiten Weltkrieg bereits ab 50 Pfennig erhältlich. Dieser Preis entsprach in etwa dem Taschengeld damaliger Jugendlicher. Mit etwas Übung und Fantasie war man in der Lage, aus den Anfangspackungen mehrere kleine Modelle eigenständig zu konstruieren. Dabei half bereits das jedem Kasten beiliegende Faltblatt mit Stückliste und Anleitungen; für größere Bauprojekte gab es drei ausführlichere Anleitungsbücher. Hatte man Bedarf nach mehr Bauteilen, ging man in das nächste Spielwarengeschäft und erwarb sich weitere „Wundertüten“, wie die in Papier eingeschlagenen Bauteile im Volksmund auch genannt wurden.
Bei Trix war man sehr stolz darauf, insgesamt nur 48 verschiedene Grundelemente als Bauteile im Programm zu haben. Bei anderen Herstellern dagegen fand sich eine unüberschaubare Anzahl verschiedenartigster Bauteile, von denen manche nur für spezielle Bauprojekte vorgesehen waren und nicht universell auch für den Bau anderer Modelle eingesetzt werden konnten. Trix gab in all seinen Bauanleitungen stets an, welche und wie viele Grundkästen für den Bau eines bestimmten Modells erforderlich waren. Wollte man beispielsweise einen „Portalkran“ nachbauen, so war in der Anleitung genau angegeben, welche Kästen und welche zusätzlichen Einzelteile hierfür erforderlich sind.
Angespornt durch die große Nachfrage steigerte Trix das Angebot ständig und entwarf weitere Ergänzungspackungen. So entstanden im Laufe der Zeit zahlreiche Varianten von Baukästen, die je nach Inhalt und Umfang den unterschiedlichsten Anforderungen seiner heranwachsenden Käuferschaft entsprachen. Vielseitige mobile Antriebselemente vom Uhrwerk über elektrische Spulen bis zum batteriebetriebenen Elektromotor erweiterten die Produktpalette und erfüllten auch gehobene technische Ansprüche. Allerdings blieb der mit dem Kasten Motosand eingeführte Schwerkraftantrieb (durch den rieselnden Sand) eine technische Randerscheinung, er hatte anscheinend zu wenige Anwendungsmöglichkeiten. Dieser Kasten war, wie auch der Trix Electro 12 (mit doppeltem Inhalt wie Electro 11), nur wenige Jahre im Verkaufsprogramm.
Ab 1934 veranstaltete Trix landesweite Modellbau-Wettbewerbe, die sowohl die Verkaufszahlen als auch den Erfindungsgeist der meist jugendlichen Teilnehmer förderten – mit Sicherheit war bei den Modell-Entwürfen auch so mancher Erwachsener im Hintergrund beteiligt. Vielfach entstanden in dieser Zeit zahlreiche neue Konstruktionen, die in keinem Anleitungsbuch zu finden waren. Von diesem Ideenreichtum profitierte wiederum der Hersteller, indem er die besten Ideen in die Produktpalette überführte.
Alles in allem war das Trix-Baukastensystem dem Meccano- und Märklin-System hinsichtlich der Variabilität der Konstruktionsmöglichkeiten weit überlegen. Dennoch hatten auch die Trix-Baukästen ihre Schwächen. Insbesondere die einfache, nahezu grobe Ausführung der Bauelemente sowie das beiliegende unzureichende Werkzeug gaben immer wieder Anlass zu Kritik. Letztendlich ermöglichte aber nur die einfache Ausstattung die niedrigen Verkaufspreise und die damit verbundenen hohen Auflagen in der Zeit vor dem Zweiten Weltkrieg.
In einer Ladenpreisliste der im Jahr 1941 voraussichtlich noch lieferbaren Artikel werden zwar noch die Metallbaukasten-Packungen 1 und 1a gelistet. Nach derzeitigem Erkenntnisstand gibt es keine späteren Drucksachen über den Trix Metallbaukasten, sodass von einer kriegsbedingten Produktionseinstellung Anfang 1941 ausgegangen werden muss, weil die Fertigungsanlagen für die Rüstungsproduktion herangezogen wurden.

## Weiterentwicklung und Ende (1948 bis 1998)
Nach der Währungsreform im Jahr 1948 gab es eine wesentliche Änderung im System: Die Gewinde wurden auf das metrische M3,5-Gewinde umgestellt, wobei die Löcher in den Bauteilen unverändert blieben, die Schrauben aber nicht mehr kompatibel waren. Das Vorkriegsgewinde ähnelte dem US-amerikanischen #6-32 UNC mit einem Flankenwinkel von 60 Grad.
Ferner ging Trix dazu über, die einzelnen Grund- und Zusatzkästen wie 1 (8941), 1A (8942), 1B (8943), 1C (8944), 1D (8945) und den Elektrokasten (450/11) in verschiedenen Kombinationen zu größeren Verkaufseinheiten zusammenzuführen. So erschienen in kurzen Abständen die damals beliebten Baukästen „Junior Trix“, „Element Trix“,  „Moto Trix“ und „Präsent Trix“. In den 1960er Jahren folgten dann die Großbaukästen „Master Trix“, „Ingenieur Trix“ und „Trix Assistent“. Parallel hierzu gab es weiterhin die kleinen Grundkästen aus der Vorkriegsepoche sowie wichtige Einzelteile wie z. B. Gummireifen (450) in verschiedenen Größen, die Elektromotoren (2050 für Gleichstrom, 2060 für Wechselstrom) sowie das aufziehbare Uhrwerk (2170) mit Vor- und Rückwärtslauf als alternative Antriebsvariante. Somit war das universelle Angebot des Trix-Metallbaukastensystems für nahezu alle Altersstufen perfektioniert. Selbst Erwachsene fanden Gefallen an den interessanten und technisch vielfältigen Konstruktionsmöglichkeiten.
Die offiziellen Verkaufspreise waren an den damals noch schmalen Geldbeutel der Bevölkerung angepasst. Mit Ausnahme von „Präsent Trix“ und „Moto Trix“, die für 19,95 DM bzw. für 10,95 DM über den Ladentisch gingen, waren die meisten Artikel aus dieser Serie erschwinglich. Bei den Grund- und Zusatzkästen lagen die Preise zwischen 1,25 und 1,50 DM und für den Kasten „Element Trix“ um die 4,– DM. Etwas teurer waren Zubehörartikel wie die Trix-Elektromotoren (3,50 DM) sowie das Trix-Uhrwerk (5,75 DM). Das neue Vorlagenbuch Ingenieur mit zahlreichen aktualisierten Bauanleitungen gab es ab dem Jahr 1950 bereits für 2,50 DM, das Element-Anleitungsheft für 0,60 DM. Für den besonders fleißigen Bastler bot man leere, auf Hochglanz polierte Holzkassetten mit einem Platzangebot für ca. 60 Grundkästen für 9,50 DM an. Alle genannten Preise beziehen sich auf die ersten Jahre der Nachkriegsepoche. In den späteren Jahren gab es je nach Artikel erhebliche Preissteigerungen, insbesondere bei den Großbaukästen.
In den späten 1970er Jahren nahm das allgemeine Interesse an Metallbaukästen deutlich ab. Das Unternehmen Walther, das bereits seit 1904 mit seinem „Stabil-Baukasten“ auf dem Markt präsent war, stellte die gesamte Produktion ein. Selbst der Marktführer Märklin reduzierte in dieser Zeit seine Produktion. Auch Trix blieb von diesem Abwärtstrend nicht verschont, dennoch startete das Unternehmen in der Modellpflege noch einmal kräftig durch. Unter anderem entwickelte man weitere, ergänzende Bauelemente wie z. B. ein besonders langes Flachband mit insgesamt 28 gebohrten Öffnungen sowie ein größeres Rillenrad als Felge für die neuen großen Gummireifen. Auch die in den Kästen beiliegenden Anleitungshefte wurden redaktionell überarbeitet und mit zahlreichen neuen Fotos und Schaubildern frisch aufgelegt. Zu dieser Zeit lieferte TRIX auch einen Lernbaukasten ALS, der als Konstruktionsmaterial für den schulischen Sachkundeunterricht gedacht war und so eine weitere Verbreitung des Materials bewirken sollte.
Trotz aller Bemühungen – der klassische Metallbaukasten hatte sich überlebt. Die Interessen der jugendlichen Käuferschaft waren in den 1980er Jahren stark im Wandel begriffen. Nach einer längeren Phase der Stagnation folgte unmittelbar mit der Auslieferung des letzten Baukastenmodells (Bugatti-Rennwagen Typ 57, Auflagenhöhe: 333 Stück) zum Jahreswechsel 1997/98 das endgültige Ende. Damit verschwand ein herausragendes Produkt der deutschen Spielwarenindustrie, das immerhin über einen Zeitraum von 66 Jahren Bestand hatte.